# Lion Rampant (entreprise)
Pour les articles homonymes, voir Lion rampant.
Lion Rampant était un éditeur de jeux de rôle et de jeux de cartes américain. 
Il a été fondé en 1987 par Mark Rein•Hagen et Jonathan Tweet alors étudiants au St. Olaf College. Il a fusionné avec White Wolf Magazine en 1991 pour former une nouvelle société : White Wolf Game Studio.

## Historique
Mark Rein•Hagen et Jonathan Tweet ont fondé Lion Rampant alors qu'ils étaient tous deux  étudiants au St. Olaf College (en) à Northfield, Minnesota, où ils ont aussi rencontré Lisa Stevens qui a rejoint plus tard la société:232 en tant qu'éditrice. Ils partageaient le même passe-temps, Rein•Hagen maîtrisant une campagne de RuneQuest et Jonathan Tweet, une de L'Appel de Cthulhu. Le nom et le logo de l'entreprise font écho au symbole héraldique de leur collège, un Lion rampant. Ils ont été bientôt rejoints par John Nephew (en), Darin "Woody" Eblom (en), Nicole Lindroos (en) et Kirsen Swingle. Au départ, c'était une association bénévole à laquelle ils se consacraient uniquement pendant leur temps libre, mais ils disposaient d'un ordinateur Macintosh Plus (acheté grâce à un héritage reçu par Tweet), grâce auquel ils pouvaient concevoir leurs produits de manière professionnelle:232.
Rein•Hagen et Tweet ont travaillé ensemble sur Ars Magica – un jeu de rôle mettant en scène des mages évoluant en Europe Mythique – sur une période de neuf mois, le premier s'occupant principalement du cadre et, le second, des règles. Le premier produit sorti, cependant, a été Whimsy Cards (en), conçu par Lisa Stevens, afin de pouvoir présenter un produit pour les Origins (en) de 1987. Il s'agissait d'add-ons génériques pour jeux de rôle, permettant aux joueurs d'intervenir pour modifier l'intrigue d'une aventure, l'idée ayant ensuite été reprise au cours des années suivantes par d'autres jeux, comme Torg (1990) de West End Games:233.
Ars Magica a été publié à la fin de 1987 et une première liste de distributeurs à qui le proposer a été fournie par Greg Stafford de Chaosium. Grâce à une nouvelle de Lisa Stevens publiée dans Polyhedron n°40, et centrée sur l'un de ses personnages dans le jeu, celui-ci a attiré l'attention des joueurs du RPGA (en) et a remporté le Gamer's Choice Award en tant que meilleur nouveau jeu de rôle de 1988:233.
Au cours des deux années suivantes, d'autres suppléments pour Ars Magica ont été publiés, notamment The Order of Hermes (1989), l'un des premiers exemples de supplément de contexte décrivant une faction et quelques expériences de vente de cassettes de musique atmosphérique, Melos Caverna (1989) et Bard's Song: Battle Cry (1989) ont été faites:234.

### Fusion avec White Wolf Publishing
En 1989, Malgré le succès critique d'Ars Magica, Lion Rampant a rencontré des difficultés financières, il a donc accepté la proposition de financement de Dan Fox, à la recherche d'un éditeur pour son jeu de rôle Hahlmabrea. La proposition comprenait également une clause de transfert de la société en Géorgie, où il résidait. John Nephew et "Woody" Eblom ne voulant pas déménager ont quitté l'entreprise, le premier a fondé Atlas Games, le second Tundra Sales, une petite société de services pour d'autres éditeurs de jeux qui sera absorbée par R. Talsorian Games. Jonathan Tweet avait déjà quitté la cour de récréation, où il est bien sûr retourné peu de temps après:235.
L'accord avec Dan Fox a échoué, et comme les membres restants de Lion Rampant étaient proches géographiquement de White Wolf Publishing et des rédacteurs du magazine White Wolf – qui avait publié de nombreux articles sur Ars Magica – avec lesquels ils étaient en bons termes, et après que Stevens a soumis l'idée d'une fusion à Rein•Hagen et à Stewart Wieck (en):235, ces derniers ont décidé de fusionner White Wolf et Lion Rampant, formant une nouvelle société : White Wolf Game Studio, tous deux étant copropriétaires:215–216.
La marque Lion Rampant a été maintenue en vie pendant neuf mois afin d'écouler les anciens suppléments encore en stock et rembourser les dettes restantes. Un Grandeur Nature (LARP) pour Ars Magica en développement a été interrompu et publié seulement une dizaine d'années plus tard, sous le titre The Fallen Fane (2004) par Atlas Games:234.

### Citation
De son expérience à Lion Rampant, Rein•Hagen se souvient ;
« Mon père m'a dit, lorsque j'ai débuté ma première société de jeu – Lion Rampant : “Mark, cette société va échouer, tu es trop jeune, trop inexpérimenté et trop pauvre pour la faire fonctionner. Mais tu vas apprendre beaucoup, et la prochaine fois, ce sera la bonne.” À l'époque, je ne l'avais pas cru, Je pensais que nous pourrions réussir mais il avait raison et, grâce à ses paroles, je n'ai jamais, mais alors jamais abandonné. »

## Publications
- Tempest, The (Ars Magica) (1990)
- Order of Hermes, The (Ars Magica) (1990)
- Covenants / Les Alliances (Ars Magica) (1990)
- Broken Covenant of Calebais, The, seconde édition / L'Alliance brisée de Calebaïs (Ars Magica) (1990)
- Stormrider / Le Maître des nuées (Ars Magica) (1989)
- Ars Magica, seconde édition (1989)
- Bats of Mercille, The (Ars Magica) (seulement disponible à la Gencon  de 1988 et 1989)[7]
- Saga Pack (Ars Magica) (1988)
- Broken Covenant of Calebais, The (Ars Magica) (1988)
- Whimsy Cards (1987)[8]
- Ars Magica, première édition (1987)